# Basler Zeitung Medien
Die Basler Zeitung Medien – im Handelsregister seit Oktober 2017 eingetragen als «Basler Zeitung AG» – ist ein Schweizer Medienhaus mit Sitz in Basel. Es verlegt die Tageszeitung Basler Zeitung und die zweimal wöchentlich erscheinende, aus dem Baslerstab hervorgegangene Gratiszeitung BaZ Kompakt und betreibt die Websites baz.ch, basel.stadtbesten.ch und immo.baz.ch. Es ist mit 21 % an der Neuen Fricktaler Zeitung und mit 20 % an der Presse TV AG beteiligt. Von 2003 bis 2009 war es auch Eigentümer von Radio Basel 1. Selbst ist es Teil der BaZ Holding (heute: Zeitungshaus AG), die seit 2014 zu je einem Drittel Christoph Blocher, Rolf Bollmann und Markus Somm gehört.

## Basler Zeitung

### Erste Eigentumsübertragung
Bis zur Übernahme durch Tito Tettamanti und Martin Wagner im Februar 2010 wirkte Matthias Hagemann als Verwaltungsratspräsident der Basler Zeitung Medien und auch als Herausgeber der Basler Zeitung. Hagemann trat sein Verwaltungsratspräsidium an den neuen Miteigentümer Wagner ab und verblieb vorerst im Verwaltungsrat, bis er Anfang Juni 2010 zurücktrat. Beat Meyer, der CEO des Medienunternehmens trat zurück und durch Roland Steffen ersetzt, der im September 2012 nach zwei Jahren zurücktrat.

### Beratungsauftrag
Am 14. November 2010 wurde bekannt, dass die neuen Eigentümer der Basler Zeitung Medien der Unternehmensberatungs- und Finanzierungsgesellschaft «Robinvest AG», deren Verwaltungsräte Christoph Blocher und seine Tochter Rahel Blocher sind, ein Beratungsmandat erteilten. Nachdem die Zeitungsredaktion auf Fragen und Forderungen an die neuen Eigentümer Antworten verlangten wurde ihnen durch Wagner versichert, dass Robinvest eine «rein industrielle» Beratung anbiete, die auf Zeitungsinhalte keinerlei Einfluss nehme und die journalistische Unabhängigkeit garantiert bleibe.
Nachdem bekannt wurde, dass Christoph Blocher durch die Robinvest ein Beratungsmandat bei dieser Zeitung halte, kündigten – auf massiven Mediendruck – Hunderte von Abonnenten. Auch die Redaktion lehnte sich auf und einige lokale Protestaktionen folgten.

### Zweite Eigentumsübertragung
Am 24. November 2010 wurde bekanntgemacht, dass die bisherigen Eigentümer Tettamanti/Wagner die Basler Zeitung Medien umgehend zu 100 Prozent an den Basler Unternehmer und Crossair-Gründer Moritz Suter verkauften. Suter wurde Präsident des Verwaltungsrates und Verleger. Er beendete das Beratungsmandat von Blocher. Der Holdingsitz wurde von Zug nach Basel zurückverlegt. Markus Somm blieb Chefredaktor der Basler Zeitung.

### Dritte Eigentumsübertragung
Am 12. Dezember 2011 trat Moritz Suter seine Aktien an Rahel Blocher ab und beendete damit seinen Versuch, die Basler Zeitung neu zu organisieren. Er trat als Verwaltungsratspräsident sowie als Verleger zurück. Wenige Tage später verkaufte Rahel Blocher sämtliche Aktien an die neu gegründete MedienVielfalt Holding.
Anfang Juli 2013 gab der Verwaltungsrat der Holding bekannt, dass Christoph Blocher über seine Investmentgesellschaft Robinvest 20 % der Aktien der MedienVielfalt-Holding erwirbt. Er übernahm auch einen Anteil in Höhe von 40 Mio. Franken des Darlehens, das die MVH der BaZ-Holding gewährt hatte. Zudem nahm Blocher Einsitz im Verwaltungsrat.

## Gratis-Wochenzeitungen
Im August 2017 übernahm die BaZ Holding rückwirkend auf den 1. Januar 2017 den Verlag Zehnder Regiomedia AG in Wil SG (heute Swiss Regiomedia AG, Baar ZG), der in der ganzen Deutschschweiz 24 Gratis-Wochenzeitungen herausgibt, darunter die Winterthurer Zeitung, die St. Galler Nachrichten, die Wiler Nachrichten und die Aarauer Nachrichten, sowie die ebenfalls der Familie Zehnder gehörende Zuger Woche AG, die die Zuger Woche herausgibt. Die 25 Wochenzeitungen haben eine verbreitete Gesamtauflage von rund 665'000 Exemplaren und erzielen eine Reichweite von rund 750'000 Lesern.

## PendlerzeitungNews
Ab 5. Dezember 2007 waren die Basler Zeitung Medien zusammen mit Espace Media Herausgeber der Pendlerzeitung News. Am 24. August 2009 gaben Espace Media und Basler Zeitung Medien bekannt, dass sie aufgrund der angeschlagenen Lage der Zeitung ihre Anteile an Tamedia verkauft haben. Diese stellte darauf sofort die Ausgaben Bern und Basel und Ende 2009 die ganze Zeitung ein.